# Михневич, Николай Петрович
Николай Петрович Михневич (7 (19) октября 1849, Тамбов — 8 февраля 1927, Ленинград) — русский генерал от инфантерии (06.12.1910), военный писатель. Один из крупнейших русских военных теоретиков. Автор военно-исторических и военно-теоретических трудов.

## Биография
Николай Михневич родился в 1849 году. Образование получил в 1-й Московской гражданской гимназии, Константиновском межевом институте, Александровском военном училище (1869) и Николаевской академии Генерального штаба (по 1-му разряду). На службе с 29 августа 1867 года. Выпущен с отличием 12 июля 1869 подпоручиком с прикомандированием к лейб-гвардии Семёновскому полку. С 29 августа 1870 — прапорщик гвардии, с 8 апреля 1873 — подпоручик, 30 апреля 1876 — поручик, с 30 августа 1878 — штабс-капитан и капитан Генштаба.
В Русско-турецкую войну 1877—1878 годы командовал ротой.
С 1 сентября 1882 года — исполняющий должность старшего адъютанта штаба 1-го армейского корпуса, с 11.10.1883 — состоял для поручений при штабе войск Гвардии и Санкт-Петербургского военного округа. 1 января 1885 года был произведён в подполковники. с 15 ноября 1884 по 14 августа 1886 — штаб-офицер для особых поручений при штабе 1-го армейского корпуса, с 14 августа 1886 — старший адъютант штаба войск Гвардии и Санкт-Петербургского военного округа. 30 августа 1888 произведён в полковники. 
С 9 декабря 1890 по 3 июня 1895 — начальник штаба 1-й гвардейской кавалерийской дивизии. В то же время, с 4 июня 1892 — экстраординарный, а с 20 октября 1893 года — ординарный профессор Николаевской академии Генерального штаба. В то же время читал лекции по военным наукам в Михайловской артиллерийской, Николаевской инженерной и Николаевской морской академиях и в военных училищах. 6 декабря 1898 года произведён в генерал-майоры.
С 14 апреля 1904 года состоял начальником Николаевской академии Генерального штаба. 6 декабря 1904 года присвоен чин генерал-лейтенанта. 10 января 1907 года получил в командование 24-ю пехотную дивизию, затем с 24 июня 1908 года командовал 2-й гвардейской пехотной дивизией. С 30 апреля 1910 командовал 5-м армейским корпусом.
Наряду с служебной деятельностью известен и как военный учёный. Автор свыше 30 научных работ по военной стратегии. Участвовал в деятельности Русского военно-исторического общества.
7 марта 1911 года был назначен начальником Главного Штаба. Оставался на этом посту на протяжении почти всей Первой мировой войны. После Февральской революции Михневич был отстранён от должности и 02.04.1917 уволен от службы по болезни с мундиром и пенсией.
После Октябрьской революции поступил на службу в РККА. С 1919 года — преподаватель стратегии, тактики и военной истории в Артиллерийской академии РККА (1919—1925), а также на 1-х Петроградских артиллерийских курсах и в Петроградской пехотной интернациональной школе.
Умер 8 февраля 1927 года в Ленинграде, похоронен в Александро-Невской лавре.

## Сочинения
- Основы стратегии. СПб., 1913;
- Война между Германией и Францией 1870—71. СПб., 1897;
- О партизанских военных действиях. 1884;
- Значение германо-французской войны 1870—71 гг. в истории военного искусства. СПб, 1892;
- Военно-исторические примеры. СПб., 1893;
- Влияние новейших технических изобретений на тактику войск. СПб., 1892 и 1893;
- Война между Германией и Францией 1870—71 гг. Критико-историч. исследование. СПб., 1897;
- Сравнительный очерк состояния военного искусства в России и Западной Европе в важнейшие исторические эпохи, СПБ, 1898;
- Военная наука и степень точности её выводов. СПб., 1899;
- История военного искусства от древних времен до XIX ст. СПб., 1885 и 1896
- Основы русского военного искусства. СПб., 1898
- Стратегия. Том 1-2. СПб., 1899 и 1901[2].
- Из дневника Н. П. Михневича. 1904—1913. // Военно-исторический журнал. — 1975. — № 5. — С.69-75.

## Награды
- Орден Святой Анны 4-й степени (1878);
- Орден Святого Станислава 3-й степени с мечами и бантом (1878);
- Орден Святой Анны 3-й степени (1879);
- Орден Святого Станислава 2-й степени (1883);
- Орден Святой Анны 2-й степени (1886);
- Орден Святого Владимира 4-й степени (1891);
- Орден Святого Владимира 3-й степени (1894);
- Орден Святого Станислава 1-й степени (1901);
- Орден Святой Анны 1-й степени (1903);
- Орден Святого Владимира 2-й степени (1906);
- Орден Белого орла (06.12.1911);
- Орден Святого Александра Невского (30.05.1913);
- Бриллиантовые знаки к ордену Святого Александра Невского (ВП 22.03.1915; с 01.01.1915).
- Крест «За переход через Дунай» (Румыния)